# Oficalce
L'oficalce è una roccia metamorfica, serpentinosa, brecciata e solitamente ricementata da calcite, appartenente al gruppo dei marmi. I frammenti di serpentiniti sono cementati da carbonati.
Viene adoperata prevalentemente in edilizia come pietra ornamentale in quanto la superficie levigata mostra belle venature bianche su fondo verde, verdastro o rossastro.